# Льодовикове озеро Оджибвей

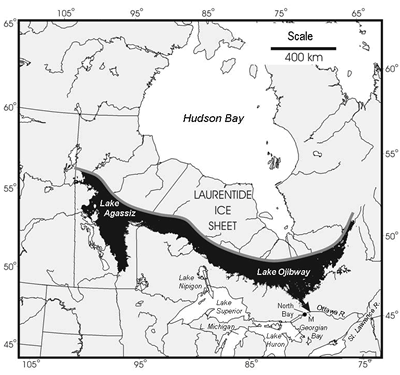
Льодовикові озера Агассис та Оджибвей (7,900 років тому)

Льодовикове озеро Оджибвей — доісторичне озеро на теренах сьогоденних Північного Онтаріо і Квебеку. Оджибвей було останнім з великих передльодовикових озер останнього льодовикового періоду. Порівняно з розмірами озера Агассис (з яким, ймовірно, було пов'язано), і на північ від Великих озер, воно було найбільшим 8,500 років тому.
Історія озера Оджибвей була відносно недовгою. Озеро зазнало повного дренування в результаті катастрофічної повені близько 6200 років до н.е. Одна з гіпотез говорить про руйнацію греблі, яка відокремлювала озеро від сучасної Гудзонової затоки; озеро на той час було приблизно 250 м над рівнем моря. (Аналогічний механізм відбувся під час Міссульських повеней, які створили Скаблендс в сточищі річки Колумбія.)
Дренування озера Оджибвей є найімовірнішою причиною глобального похолодання 6200 року до н. е.